# Нашивка за службу при охороні посольств (США)
Нашивка за службу при охороні посольств (США) (англ. Marine Corps Security Guard Ribbon) — військова відзнака (нашивка) Корпусу морської піхоти для відзначення особового складу, що відмінно ніс службу у складі охорони американських амбасад або консульств за кордоном від Корпусу морської піхоти США протягом 36 місяців.
Для нагородження нашивкою, морської піхотинець мусить мати військову спеціалізацію по коду (MOS) 8156 та служити в охороні американського посольства або консульства за кордоном.